# پولگاها-آنگا
پولگاها-آنگا (به لاتین: Polgaha-anga) یک منطقهٔ مسکونی در سری‌لانکا است که در استان مرکزی (سری‌لانکا) واقع شده‌است.